# Hârtop, Hotin
Hârtop a fost o localitate atestată în anul 1930 și situată în plasa Hotin, județul Hotin, Regatul României.